# 南美希子
南 美希子（みなみ みきこ、1956年2月26日 - ）は、日本のフリーアナウンサー、タレント、ナレーター。元テレビ朝日アナウンサー。元東京女学館大学客員教授。東京都世田谷区出身。所属事務所は太田プロダクション、Megu Entertainmentを経てFIRST AGENT（業務提携）。
ナレーションを行う際は、MIKIKO（みきこ）名義でも活動している。

## 来歴
東京女学館中学校・高等学校卒業、聖心女子大学文学部国語国文学科中退。中学・高校の同級生に浅田美代子がいる。
同大学3年次にテレビ朝日（入社試験当時：日本教育テレビ、入社時：全国朝日放送）のアナウンサー試験に合格したため、1977年、大学を中退して同社アナウンス部に入社する。情報番組や歌番組を担当する傍ら、上司や制作現場に直訴して当時では女性アナウンサーが配属されることのなかったバラエティ番組に進出し、「元祖女子アナ」として広く知られるようになった。
1986年、テレビ朝日を退社してフリーアナウンサーになる。退社後もテレビ朝日の番組に出演することが多く、1986年から1992年まで『OH!エルくらぶ』の司会を担当したほか、『タモリ倶楽部』の鉄道愛好家企画にもレギュラー出演した（局アナ時代には国鉄提供の番組『みどりの窓口』を担当していたこともある）。2000年から2004年にかけてはテレビ朝日番組審議会委員も務めた。
1996年に建築家の堀池秀人と結婚し、同年に長男を出産する。2013年9月、堀池と離婚した。長男はボカロPとして活動するShuである。
2024年、生島企画室と業務提携を交わした。

## 人物
- 「健康・美容コミュニケーター」「睡眠指導士」などの資格を持ち[8]、美容ライターとしての活動も行っている。
- テレビ朝日時代同期の古舘伊知郎と親しく、古舘のことを「イッちゃん」と呼ぶ。互いにフリーアナウンサーになってからは、『オシャレ30・30』（日本テレビ）や『クイズ日本人の質問』（NHK総合）などの番組で共演している[9]。
- おでこに特徴的なシワができるため、前田武彦からは「小判ちゃん」と呼ばれていた。伊丹十三からも「あなたのおでこは値打ちあるよ」と評されたことがある[10]。

## 出演

### テレビ
テレビ朝日
情報・ワイドショー・スポーツ番組（フリー転身後も含めて）
| 期間         | 期間         | 番組名                | 役職                     | 備考                                         |
| ------------ | ------------ | --------------------- | ------------------------ | -------------------------------------------- |
| 同局入社直後 | 同局入社直後 | みどりの窓口          | キャスター               |                                              |
| 1981年4月    | 1982年3月    | おはようテレビ朝日    | 司会                     |                                              |
| 1983年4月    | 1986年3月    | おはよう!ゲートボール | アシスタント             | いずれも番組終了および降板と同時に同局を退社 |
| 1985年10月   | 1986年3月    | トゥナイト            | ピンチヒッターでサブ司会 | いずれも番組終了および降板と同時に同局を退社 |
| 1986年4月    | 1992年3月    | OH!エルくらぶ         | 進行司会                 | いずれもフリーとして出演                     |
| 1990年4月    | 1991年3月    | ホットライン110番     | メイン司会               | いずれもフリーとして出演                     |

バラエティ・クイズ関連番組
- クイズタイムショック（第1期） - 山口崇司会時のアシスタント
- クイズ!!マガジン（1980年10月 - 1983年10月）
- 夢のビッグスタジオ（1982年）

ドラマ
- サンキュー先生 - ニュースキャスター・南美希子（本人） 役
- 西部警察 第118話『あの歌をもう一度』（1982年2月21日） - 『テレビ朝日新人歌謡祭』司会 役
- 土曜ワイド劇場
  - 『エアロビクス殺人事件』（1983年11月12日）
  - 『白い肌に妖しき黒髪』（1984年4月21日）
  - 『密会の宿1 義姉の白い肌が夫を襲う…女美容師の完全犯罪』（1984年11月3日）

日本テレビ
| 期間           | 期間          | 番組名                           | 役職                                                       |
| -------------- | ------------- | -------------------------------- | ---------------------------------------------------------- |
| 1987年10月5日  | 1988年9月30日 | 午後は○○おもいッきりテレビ       | 15時台コーナー『うわさのうわさ』進行役                     |
| 1988年10月3日  | 1989年3月31日 | 芸能スクランブル!!               | 司会                                                       |
| 1988年10月12日 | 時期不明      | クイズ世界はSHOW by ショーバイ!! | ナレーション兼海外パートの吹き替え ※『MIKIKO』名義での担当 |
| 1990年4月2日   | 1994年3月28日 | EXテレビ                         | 月曜日同局製作分での司会                                   |

TBS
- 白熱ライブ ビビット（2016年4月 - 2017年3月、水曜日→木曜日コメンテーター）

フジテレビ
| 期間         | 期間         | 番組名                    | 役職                           |
| ------------ | ------------ | ------------------------- | ------------------------------ |
| 1999年4月    | 1999年7月    | 社会の窓                  | 『三賢人』側でのレギュラー出演 |
| 2017年7月3日 | 2022年4月1日 | バイキング→バイキングMORE | 準レギュラー                   |

読売テレビ
| 期間         | 期間          | 番組名                         | 役職                     | 備考                                 |
| ------------ | ------------- | ------------------------------ | ------------------------ | ------------------------------------ |
| 1994年4月6日 | 2007年9月27日 | ザ・ワイド                     | 水・木曜日コメンテーター | 日本テレビとの共同制作番組として放送 |
| 2003年7月    | 時期不明      | たかじんのそこまで言って委員会 | パネリスト               | 2ヶ月に1〜2回ペースでの出演          |

### ラジオ
- 南美希子のフレンドトーク（TBSラジオ）
- BE-MAX the SUN presents 稲川竜生 めざせ健康美人（2017年4月 - 2019年9月、FM NACK5）[11]
- ENTERTAINMENT NEXT!（2018年4月 - 2021年3月、ニッポン放送）

### CM
- 全国牛乳普及協会（現：日本酪農乳業協会）インフォマーシャル 「南美希子のもっとしっかり!カルシウム」
- 山一證券
- アリコジャパン（2003年 - 2006年）

### CD
- 嘉門達夫 「関西キッズ」（1992年、『怒濤の達人』収録曲） - MC 役

## 著作

### 著書
- 『もっとしなやかに もっとしたたかに』（テレビ朝日、1982年）
- 『おとこの勘ちがい』（文藝春秋、1989年）
- 『30ans（トランタン）個人的恋愛論』（講談社、1991年）
- 『お嫁にいくまでの女磨き』（光文社、 1992年）
- 『失恋術』（サンマーク出版、1994年）
- 『私が結婚した理由』（光文社、1995年）
- 『男の品さだめ』（文藝春秋、1997年）
- 『恋をつかみ仕事で輝く』（講談社）
- 『40才からの子育て』（光文社、1999年）
- 『ママというお仕事』（光文社、2001年）
- 『オバサンになりたくない!』（幻冬舎、2007年） ※のち文庫
- 『LOVE握力 恋愛と結婚で失敗しないための50のルール』（2010年、講談社）
- 『美女のナイショの毛の話』（2010年、幻冬舎文庫）
- 『「老けない人」ほどよく喋る 健康長寿のカギは話し方にあった』（2023年、ワニブックスPLUS新書）

### 共著
- 『マスコミに騙されない子育て法 確かな情報の見極め方』（2007年、和田秀樹共著、三修社）

### 翻訳
- レイル・ラウンデス『最高の恋を射止める85の方法 理想の男性をゲットする情熱的な恋の手引書』（監訳、1998年、日本文芸社）
- ディーパック・チョプラ『親と子の心育て7つのルール 幸せに気づくメンタル・ガイド』（監訳、1998年、ユール洋子訳、大和書房）
- ディーパック・チョプラ『わが子に豊かさと成功をもたらす7つの法則』（監訳、2007年、ユール洋子訳　大和書房）

### 連載
- JJ
- 日経アントロポス
- 週刊文春
- 日本経済新聞 『育児の快楽』

## 同期のアナウンサー
- 古舘伊知郎（フリーアナウンサー、古舘プロジェクト所属）
- 佐々木正洋（フリーアナウンサー）
- 渡辺宜嗣（フリーアナウンサー）
- 戸谷光照（フリーアナウンサー）
- 宮嶋泰子（元テレビ朝日スポーツコメンテーター）
- 吉澤一彦（フリーアナウンサー）
- 中里雅子（フリーアナウンサー）
- 伊福保子（現：小野保子、フリーアナウンサー）